# Географія Львівської області
 Географія Львівської області — область на крайньому заході України. Є однією з трьох областей історично-культурного регіону Галичина, частиною Карпатського єврорегіону.

## Відомості
Населення Львівської області складає 2,75 млн осіб. Область належить до найбільш густозаселених у країні. Щільність населення — понад 120 осіб на 1 кв. км. Площа області 21,8 тис. кв. км. Обласним центром є місто Львів. Область утворена 4 грудня 1939 року після анексії Західної України Радянським Союзом за Пактом Молотова — Ріббентропа. Львівська область межує із Волинською, Рівненською, Тернопільською, Івано-Франківською та Закарпатською областями, має вихід до державного кордону з Республікою Польща.

## Адміністративний поділ
Львівська область поділяється на 20 районів, а наступні міста мають статус обласного значення: Борислав, Дрогобич, Львів, Моршин, Новий Розділ, Самбір, Стрий, Трускавець та Червоноград мають обласне підпорядкування.

## Географічне положення
Розташована на заході України. Північна частина області лежить у межах Волинської височини, розташовані хребти Українських Карпат на південному заході області. Лісостепова зона займає північну частину області. Головні річки — Дністер з притоками, Західний Буг з притокам, Вишня і Шкло. Місто Львів розташоване на р. Полтва.

## Клімат
В Львівській області клімат помірно континентальний. Середня температура січня −5 °C, липня від +18 °C у центральній частині області та до +12 °C в горах. Кількість опадів становить 750—1000 мм.

## Водойми
На річці Полтва розташоване місто Львів. Дністер, Західний Буг, Вишня, Шкло із притоками — це головні річки області

## Природні ресурси

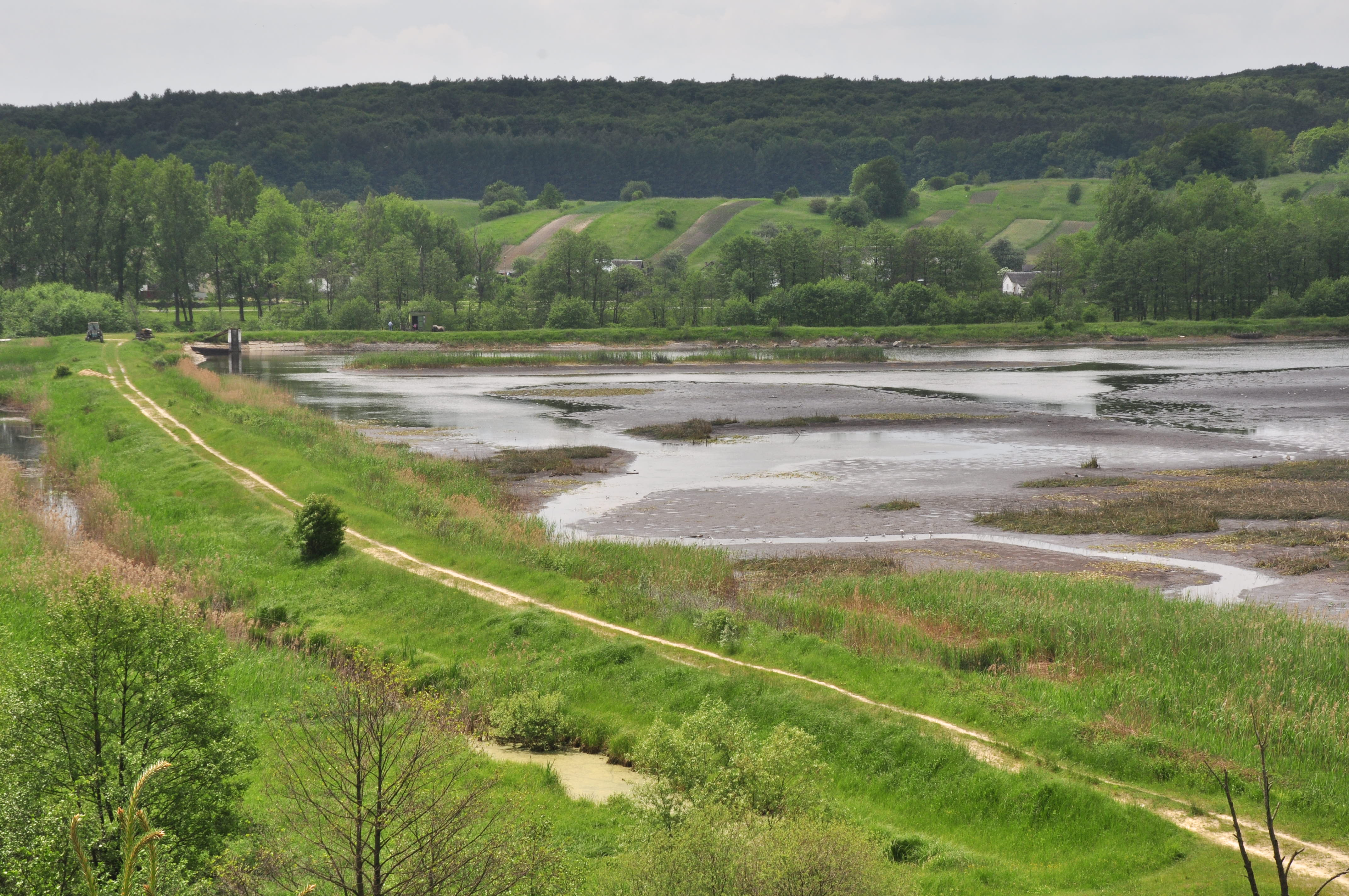
Природа заповідника Розточчя

Державний природний заповідник «Розточчя», 33 заказники, ботанічний сад Львівського університету, 240 пам'яток природи, 55 парків — пам'яток садово-паркового мистецтва, 61 заповідне урочище, області налічується близько 400 територій і об'єктів природно-заповідного фонду.

## Корисні копалини
Львівська область багата на такі мінеральні ресурси: нафта, газ, вугілля, великі запаси глини, піску, гіпсу, вапняку, пісковиків, піщано-гравійних сумішей, а також відкрито 4 родовища лікувальних мінеральних вод типу «Нафтуся».